# اسنوگ کوف
اسنوگ کوف (به انگلیسی: Snug Cove) یک منطقهٔ مسکونی در کانادا است که در بریتیش کلمبیا واقع شده‌است.